# Passaporto centroamericano
Il passaporto centroamericano è un modello di passaporto utilizzato dagli Stati firmatari dell'accordo centroamericano sui controlli di confine (El Salvador, Guatemala, Honduras e Nicaragua). Anche se questo tipo di passaporto è in uso dal Nicaragua e dal Salvador dal 1990, diventò di uso comune per tutti gli stati membri dal gennaio del 2006. 

## Caratteristiche
Il passaporto ha la copertina blu con la scritta Centroamerica o America Central in oro, seguito dal nome dello Stato emittente e dalla mappa stilizzata del Centro America con evidenziato lo Stato di riferimento.
Le lingue utilizzate in tale documento di identificazione sono lo spagnolo e l'inglese.